# Storia di Asja Kljačina che amò senza sposarsi
Storia di Asja Kljačina che amò senza sposarsi (История Аси Клячиной, которая любила, да не вышла замуж) è un film del 1967 diretto da Andrej Končalovskij.